# Tata în război cu... tata 2
Tata în război cu... tata 2 (titlu original: Daddy's Home 2, alternativ Daddy's Home Two) este un film american de comedie de Crăciun din 2017 regizat de Sean Anders după un scenariu de Adam McKay. Rolurile principale au fost interpretate de actorii Mark Wahlberg, Will Ferrell, John Lithgow și Mel Gibson. A avut un buget de 69 de milioane de dolari americani și încasări de 180,6 de milioane de dolari americani.
Este continuarea filmului Tata în război cu... tata din 2015.

## Distribuție
- Mark Wahlberg - Dusty Mayron
- Will Ferrell - Brad Whitaker
- Mel Gibson - Kurt Mayron
- John Lithgow - Don Whitaker
- Linda Cardellini - Sara Whitaker
- John Cena - Roger
- Scarlett Estevez - Megan Mayron
- Owen Vaccaro - Dylan Mayron
- Alessandra Ambrosio - Karen Mayron
- Didi Costine - Adrianna
- Bill Burr - Jerry
- Chesley Sullenberger - rolul său
- Liam Neeson - rolul său (voce)
- Daniel DiMaggio - tânărul Dusty